# Parves et Nattages
Parves et Nattages község Franciaország Auvergne-Rhône-Alpes régiójában, Ain megyében. Új községként 2016. január 1-jén jött létre Parves és Nattages egyesítésével. A két korábbi település delegált község státusszal az új község része lett. Lakosainak száma 943 fő (2022. január 1.).

## Népesség
| Lakosok száma | 937  | 942  | 946  | 951  | 959  | 955  | 943  |
|               | 2016 | 2017 | 2018 | 2019 | 2020 | 2021 | 2022 |